# Ngày Quốc tế chống Thử nghiệm Hạt nhân
Ngày Quốc tế chống Thử nghiệm Hạt nhân, viết tắt là IDANT (International Day against Nuclear Tests) là ngày 29 tháng Tám, là ngày lễ quốc tế được Đại hội đồng Liên Hợp Quốc thông qua trong Nghị quyết A/RES/64/35 tại kỳ họp lần thứ 64 ngày 2/12/2009.

## Lịch sử
Nghị quyết được Kazakhstan khởi xướng cùng với một số nhà tài trợ và đồng tài trợ để kỷ niệm việc đóng cửa Khu vực thử nghiệm hạt nhân Semipalatinsk vào ngày 29/8/1991, và thông qua với tên Resolution 64/35.

## Hoạt động
Sau khi thông qua Ngày quốc tế chống thử nghiệm hạt nhân, tháng 5 năm 2010 tất cả các quốc gia tham gia Hiệp ước không phổ biến vũ khí hạt nhân cam kết sẽ "đạt được hòa bình và an ninh của một thế giới không có vũ khí hạt nhân".